# Johann Jakob Kirchner

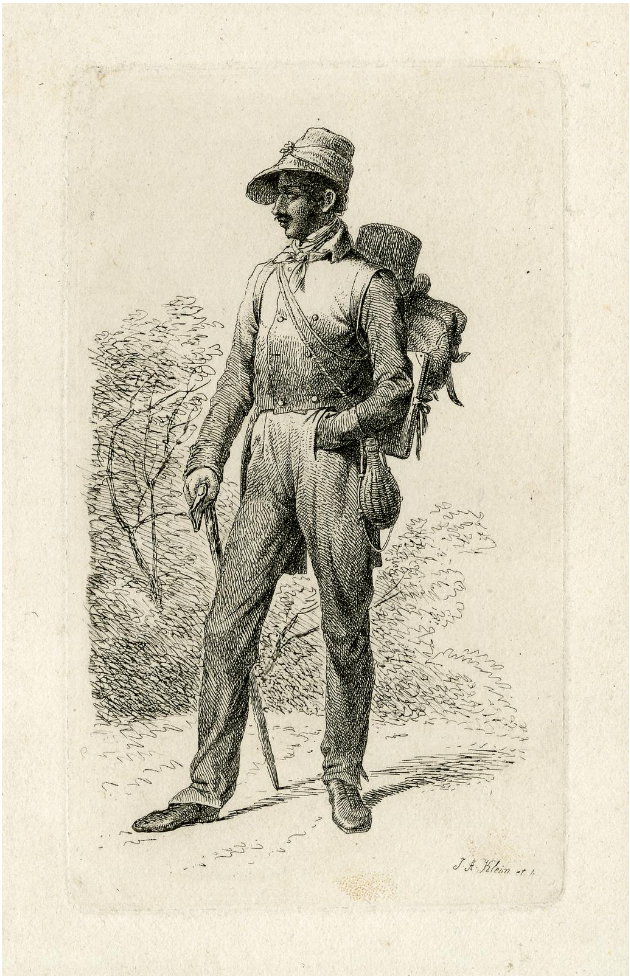
Johann Jakob Kirchner

Johann Jakob Kirchner (* 1796 in Nürnberg; † 1837 ebenda) war ein deutscher Maler, Zeichner und vor allem Radierer.

## Leben
Johann Jakob Kirchner wurde dem Willen seiner Eltern folgend zunächst Buchhändler, folgte dann aber seinem Jugendfreund Johann Adam Klein nach Wien, wo er bei Joseph Anton Koch lernte. 1814 kam Kirchner nach München und reiste später – wie Klein – nach Italien weiter. Der genaue Zeitraum seines Italienaufenthalts ist nicht belegt, wie es insgesamt wenig genaue Daten zu seinem Leben gibt.
Kirchner war mit dem Dichter Friedrich Rückert und dem Historiker Johann Friedrich Böhmer befreundet. Klein stellte ihn in einer bekannten Radierung als Zeichner auf der Wanderschaft – wahrscheinlich entlang der Donau – dar. Der Kupferstecher Julius Thäter lobte Kirchners Kunst. Heute ist Kirchner vor allem für seine Veduten bekannt, z. B. die Ansichten der Burg in Nürnberg oder 22 Ansichten aus Wien. Aber er schuf auch Naturstudien, überwiegend als Bleistiftzeichnungen.

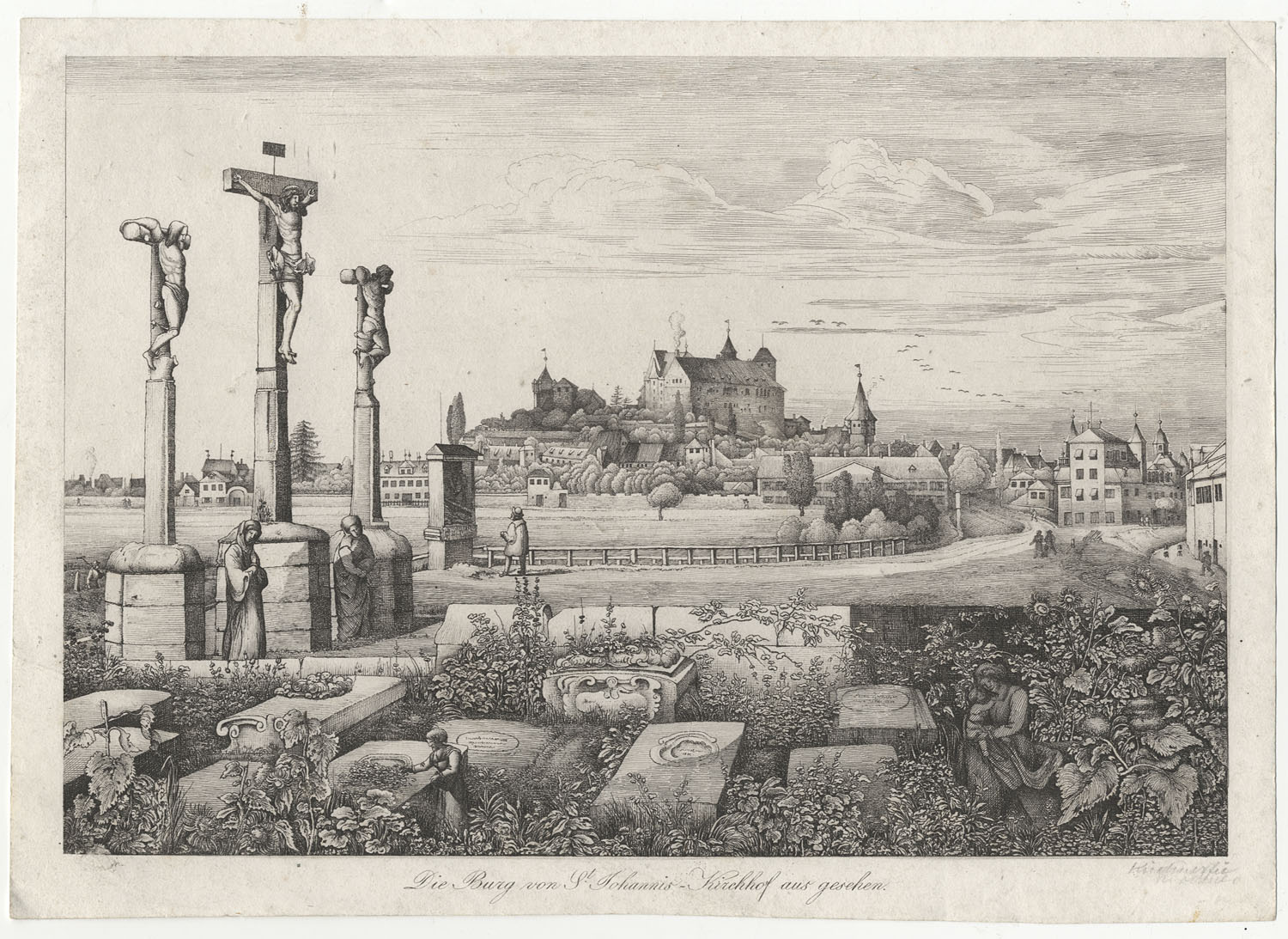
Radierung von Johann Jakob Kirchner: Nürnberg – Die Burg von St. Johannis aus gesehen

Seine Werke befinden sich heute u. a. im Kupferstichkabinett Berlin in der Staatlichen Graphischen Sammlung München und vor allem in der Graphischen Sammlung der Stadt Nürnberg. Kirchner starb jung an „Schwindsucht“.